# Antonio María Álvarez Bedesktain
Antonio María Álvarez Bedesktain (Guadalajara, 15 de junio de 1815-Madrid, 7 de junio de 1844) fue un pianista y profesor de música español.

## Biografía
Nació en Guadalajara en 1815. En 1823, su padre se vio obligado a trasladarse con la familia a Cádiz, pero al poco se mudó a Madrid, donde Antonio María se instruyó en la música. En 1830, obtuvo una plaza de alumno interno en el Real Conservatorio de Música y Declamación de María Cristina, donde siguió las clases de Pedro Albéniz. Como maestro de aquella misma institución, tuvo alumnos como Feliciano Primo Agero y Amatey. Estudió, asimismo, ciencia y entró en la dirección de telégrafos en clase de oficial cuarto de glosación. Falleció en la matritense calle Ancha de San Bernardo el 7 de junio de 1844.